# Doryscus
Doryscus là một chi bọ cánh cứng trong họ Chrysomelidae.
Chi này được miêu tả khoa học năm 1887 bởi Jacoby.

## Các loài
Các loài trong chi này gồm:
- Doryscus chujoi Takizawa, 1978
- Doryscus marginicollis Jiang, 1992
- Doryscus niger Medvedev & Sprecher-Uebersax, 1998
- Doryscus nigricollis Jiang, 1992
- Doryscus scapus Mohamedsaid, 1999
- Doryscus testaceus Jacoby, 1887